# デスペレーション
『デスペレーション』（原題: Desperation）はスティーヴン・キングが1996年に発表した長編小説である。リチャード・バックマン名義で同年に発表された『レギュレイターズ』の前編に当たる。

## 特色・作風
1996年に発表された当作品は、『シャイニング』のように作中人物の心の葛藤をみごとに描き出している。複雑に絡み合ったプロットは最終的に見事に解き明かされていき、細かなストーリーが散りばめられ希代のストーリーテラー、キングらしい作品である。また言葉の混沌(カオス)とでもいうようなキングらしいタッチの語り口は読者を惹きつける。
本書では題材として「神」という難しいテーマを取り上げている。圧倒的な邪悪に対し、作中人物は神の導きを武器に立ち向かう。だが、神の示す善とは何か、神の示す個々の行為は残酷なのではないか、では神は残酷なのか、といった疑問を投げかける。
また、同年にキングがリチャード・バックマン名義で発表した『レギュレイターズ』とは関連がある。同作はストーリー展開などが異なるものの、登場する邪悪な存在、邪悪なものの背景・性質、登場人物の名称といった「枠組み」は同一である。

## あらすじ
ネバダ州のデスペレーションという名の鉱山町で、狂った警官コリー・エントラジアンが次々に人々を拉致監禁している。監房に閉じ込められた数人は、以前祈ることで神の奇跡に触れた少年デヴィッド・カーヴァーの機転によって脱出する。デヴィッドは祈りを捧げることで、次に何をすべきかを「声」として聞いていた。だが、エントラジアンは奇妙な言葉をしゃべり、野生の獣たちさえ自由に操りデヴィッド達生存者はこの町から脱出することもできなかった。
実はこの町には19世紀に落盤事故で数十人が生き埋めになった、ラトルスネーク・ナンバー1という古い坑道があり、先日それが発見されたばかりであった。邪悪な存在「タック」はそこに潜んでいて、今や人間を容器にして地上に現れ、殺戮を繰り返していた。
生存者達は不思議な少年デヴィッドの持つ力を信じ、タックとの戦いに命を賭ける。

## 出版
日本では、山田順子によって翻訳され、新潮文庫として出版されている。
- デスペレーション　上巻　ISBN 4102193235
- デスペレーション　下巻　ISBN 4102193243

## テレビドラマ化
本作は2006年にキング自身が書き下ろした脚本をもとにTVドラマ化され、アメリカABC放送で放映された。

### スタッフ
- 製作 - ケリー・バン・ホーン
- 監督 - ミック・ギャリス
- 脚本 - スティーヴン・キング[1]

### キャスト
| 役名                             | 俳優                   | 日本語吹替 |
| -------------------------------- | ---------------------- | ---------- |
| ジョン・エドワード・マリンヴィル | トム・スケリット       | 有本欽隆   |
| スティーヴ・シムズ               | スティーヴン・ウェバー | 加瀬康之   |
| コリー・エントラジアン           | ロン・パールマン       | 廣田行生   |
| メアリー・ジャクソン             | アナベス・ギッシュ     | 藤貴子     |
| ピーター・ジャクソン             | ヘンリー・トーマス     | 成田剣     |
| トム・ビリングスリー             | チャールズ・ダーニング |            |
| ラルフ・カーヴァー               | マット・フリューワー   |            |